# هوراسیو ایگلسیاس
هوراسیو ایگلسیاس (به انگلیسی: Horacio Iglesias) (زادهٔ ۲۹ آوریل ۱۹۴۲) شناگر اهل آرژانتین است.